# Byblisia latipes
Byblisia latipes är en fjärilsart som beskrevs av Walker 1865. Byblisia latipes ingår i släktet Byblisia och familjen Thyrididae. Inga underarter finns listade i Catalogue of Life.